# Кастильо-де-Гарсимуньос (замок)
Кастильо-де-Гарсимуньос (исп. Castillo de Castillo de Garcimuñoz) — замок XV века, расположенный в одноимённом муниципалитете, в Испанской провинции Куэнка. 
Замок был несколько раз осаждаем, но никогда не был взят. После завершения Реконкисты замок стал муниципальным владением, а на его территории была возведена церковь. В настоящее время планируется переустройство Кастильо-де-Гарсимуньоса.

## История
Место замка и окружающая его территория были обитаемы с глубокой древности. Предположительно, ранее здесь располагались военные укрепления  Римской Республики. Считается, что первый форт был воздвигнут маврами не позже 1177 года, и скорее всего немногом позже их прихода на Пиренейский полуостров, поскольку стратегическое значения подобной крепости было велико.
В 1148 году в ходе Реконкисты замок был завоёван королём Кастилии Альфонсо VIII, а в 1305 году он перешёл к донц Хуану Мануэлю, вместе с замками Аларконом и Бельмонте. Мануэль возводит во внутреннем дворе арабской крепости прообраз будущего замка. Впоследствии в середине XV века один из его потомков, Хуан Пачеко, 1-й маркиз Вильена, используя полученные им от короля Энрике IV средства, занялся перестройкой Кастильо-де-Гарсимуньоса. При нём был полностью перестроен внутренний форт, причём были использованы два стиля архитектуры — готика и Ренессанс, а так же усилена защита. Во время военных действий Войны за кастильское наследство замок пережил несколько осад, но наиболее длительная, случившаяся в 1479 году продемонстрировала факт неприступности Кастильо-де-Гарсимуньоса. Известно, что в ходе этой же осады погиб поэт Хорхе Манрике. О дальнейшей истории замка неизвестно, за исключением того, что в XVI века на территории крепости была возведена приходская церковь, а в XIX веке подвальные помещения замка были приспособлены под кладбище для знатных жителей округа.

### Современность
В 2003 году владелец замка — муниципалитет Кастильо-де-Гарсимуньос — провёл открытый конкурс проектов восстановления замка; лучшим был признан проект архитектора Изакуна Чинчильи; работы по восстановлению начались в 2008 году. Позже они были прекращены по причине банкротства подрядчика, но затем вновь продолжились. Проектом предусматривается создание публичной медиатеки, в которую входят кинотеатр под открытым небом, книжный магазин, кафетерий и библиотека, также предусматривается восстановление части внутренних помещений в первозданном виде и двух северных башен. Точная дата завершения проекта не установлена, поэтому посещение замка является пока бесплатным.

## Описание
Кастильо-де-Гарсимуньос представляет собой квадрат с рядом мощных стен и четырьмя круглыми башнями по краям. Помимо толщины стен замок защищён большим количеством бойниц по всему периметру стен и башен, что сильно затрудняло возможность взятия замка. При этом полное отсутствие популярных в Кастилии зубцов, машикулей и крепостного рва является непонятным для исследователей.
Археологические раскопки, проведённые у стен замка в 1974 году обнаружили останки мавританской крепости. Её форма практически идентична современной, но сложена она была из более дешёвых и некачественных материалов.